# Styrax tuxtlensis
Styrax tuxtlensis är en storaxväxtart som beskrevs av P.W. Fritsch. Styrax tuxtlensis ingår i släktet Styrax och familjen storaxväxter. Inga underarter finns listade i Catalogue of Life.